# Cantó d'Auxerre-Est
El cantó d'Auxerre-Est és un cantó francès del departament del Yonne, situat al districte d'Auxerre. Té sis municipis i part del d'Auxerre.

## Municipis
- Augy
- Auxerre (part)
- Bleigny-le-Carreau
- Champs-sur-Yonne
- Quenne
- Saint-Bris-le-Vineux
- Venoy

## Història
| Data d'elecció                           | Identitat         | Partit           | Qualitat |
| ---------------------------------------- | ----------------- | ---------------- | -------- |
| 1945-1949                                | Gaston Bazin      | SFIO             |          |
| 1949-1955                                | René Walter       | RPF, després RS  |          |
| 1955-1967                                | M. Robin          | Divers droite    |          |
| 1967-1985                                | Gabriel Pommier   | FGDS, després PS |          |
| 1985-2011                                | Serge Franchis    | RPR, després UMP |          |
| 2011-                                    | Nicolas Briolland | Divers gauche    |          |
| les dades anteriors no són pas conegudes |                   |                  |          |
|                                          |                   |                  |          |